# 亀岡村 (山形県)
亀岡村（かめおかむら）は山形県東置賜郡にあった村。現在の高畠町中心部の南西、奥羽本線高畠駅の東側一帯にあたる。

## 地理
- 山：二ツ森、文殊山

## 歴史
- 1889年（明治22年）4月1日 - 町村制の施行により、亀岡村、露藤村、入生田村、船橋村の区域をもって発足。
- 1954年（昭和29年）10月1日 - 高畠町、二井宿村、屋代村、和田村と合併して社郷町が発足。同日亀岡村廃止。

## 交通

### 鉄道路線
- 山形交通（現・ヤマコー）
  - 高畠線
    - 一本柳駅

上記のほか、村域を奥羽本線が通過したが、駅は所在しなかった。糠ノ目駅（現・高畠駅）が至近に所在。

### 道路
現在は旧村域を米沢南陽道路が通過するが、当時は未開業。